# Władcy wielkomorawscy

## Władcy legendarni

### Według malowideł w morawskiejrotundzie w Znojmie(ok. 1134 r.)
- Zamo (Samon)
- N.N. (wizerunek istnieje, ale imię pod nim jest nieczytelne)
- N.N. (wizerunek istnieje, ale imię pod nim jest nieczytelne)
- N.N. (wizerunek istnieje, ale imię pod nim jest nieczytelne; jako jego następca jest namalowany Mojmir I)

### Według czeskiego kronikarzaTomáša Pešiny(XVII w.)
- Samon
- Marowod lub Maroth ("Morawianin") 680-700, syn Samona, eponim Morawian
- Svanthos (Świętosz?), 700-720, syn Marotha, założyciel Velehradu
- Samomir ("Pokój Samona") 720-760, syn Svanthosa
- Samosław ("Sława Samona") 760-796, syn Samomira, "król Moraw", skądinąd historyczny sojusznik Awarów w wojnie z Karolem Wielkim
- Hormidor 796-805/811, syn Samosława, "pobił Awarów i Czechów"
- Mojmir I 805/811-820, ojciec Mojmira II, znanego obecnie jako Mojmir I

## Mojmirowice
| # | Imię                        |  | Urodzony    | Zmarł   | Początek panowania | Koniec panowania | Rodzice                  |
| - | --------------------------- |  | ----------- | ------- | ------------------ | ---------------- | ------------------------ |
| 1 | Mojmir I Mojmír I.          |  | ???         | 846     | 820                | 846              | ???                      |
| 2 | Rościsław Rostislav.        |  | ok. 820     | po 870  | 846                | 870 Usunięty     | ???                      |
| 3 | Sławomir Slavomír.          |  | ???         | ???     | 871 Abdykował      | 871 Abdykował    | ???                      |
| 4 | Świętopełk I Svatopluk I.   |  | ok. 844–849 | 894     | 871                | 894              | ???                      |
| 5 | Mojmir II Mojmír II.        |  | ok. 873     | ok. 906 | 894/895            | 902-904/906      | Świętopełk I Świętożyzna |
| 6 | Świętopełk II Svatopluk II. |  | ok. 886     | ok. 906 | 894/895            | 902/906          | Świętopełk I Gizela      |